# Nazionale di ginnastica artistica maschile dell'Italia
La nazionale di ginnastica artistica maschile dell'Italia è la squadra maschile di ginnastica artistica che rappresenta l'Italia nelle competizioni internazionali; è posta sotto l'egida della Federazione Ginnastica d'Italia. 

## Rosa attuale
| Ginnasta            | Luogo e data di nascita                    | Società               |
| ------------------- | ------------------------------------------ | --------------------- |
| Andrea Cingolani    | Tolentino, 14 agosto 1990                  | Aeronautica Militare  |
| Marco Lodadio       | Frascati, 24 marzo 1992                    | Aeronautica Militare  |
| Salvatore Maresca   | Castellammare di Stabia, 16 settembre 1993 | Fiamme Oro            |
| Nicola Bartolini    | Cagliari, 7 febbraio 1996                  | Pro Patria Bustese    |
| Carlo Macchini      | Ancona, 5 maggio 1996                      | Fiamme Oro            |
| Matteo Levantesi    | Fermo, 18 aprile 1997                      | Virtus Pasqualetti    |
| Mario Macchiati     | Fermo, 27 novembre 1999                    | Ginnastica Fermo '85  |
| Thomas Grasso       | Rimini, 2000                               | Polisportiva Celle    |
| Yumin Abbadini      | Bergamo, 6 maggio 2001                     | Ginnastica Pro Carate |
| Lay Giannini        | Phnom Penh, 14 febbraio 2001               | Giovanile Ancona      |
| Lorenzo Minh Casali | Hanoi, 12 settembre 2002                   | Giovanile Ancona      |
| Riccardo Villa      | Monza, 5 gennaio 2005                      | Pro Carate            |
| Diego Vazzola       | Monza, 13 febbraio 2006                    | Pro Carate            |
| Gabriele Targhetta  | Monza, 17 marzo 2006                       | Spes Mestre           |
| Tommaso Brugnami    | Ascoli Piceno, 19 settembre 2006           | Giovanile Ancona      |
| Manuel Berettera    | Brescia, 15 settembre 2006                 | Artistica Brescia     |

## Rosa junior
| Ginnasta           | Luogo e data di nascita | Società                      |
| ------------------ | ----------------------- | ---------------------------- |
| Pietro Mazzola     | 2008                    | Ginnastica Sampietrina       |
| Simone Speranza    | Augusta (SR)            | New Sport Catania            |
| Daniele Somaschini |                         | Ginnastica Sampietrina       |
| Riccardo Pelizzaro |                         | Corpo Libero Gymnastics Team |
| Ivan Rigon         |                         | Corpo Libero Gymnastics Team |
| Riccardo Ruggeri   |                         | Victoria Fermo               |

## Storia
La prima partecipazione olimpica della squadra maschile di ginnastica artistica dell'Italia risale alla II Olimpiade con Camillo Pavanello, che si classifica ventottesimo.
Dopo la mancata partecipazione ai Giochi olimpici di Saint Louis, del 1904, la prima medaglia arriva alla Olimpiadi Suppletive di Atene (1906), con la conquista dell'oro da parte di Alberto Braglia nel concorso individuale; in questi Giochi, la delegazione di ginnastica artistica maschile è formata da 32 atleti. Braglia ripeterà l'impresa alle Olimpiadi di Londra 1908 e di Stoccolma 1912. In quest'ultima competizione, l'Italia conquista anche il bronzo individuale con Adolfo Tunesi e l'oro nella gara a squadre. L'Italia si conferma ai vertici della ginnastica artistica mondiale ottenendo due ori olimpici alle Olimpiadi di Anversa 1920, nel concorso a squadre e nella gara individuale con Giorgio Zampori, che aveva già partecipato alle precedenti Olimpiadi di Stoccolma 1912, dove si guadagnò l'oro con la squadra e il quarto posto individuale. Ancora d'oro si colora l'Olimpiade di Parigi 1924: la squadra, composta da otto atleti (Ferdinando Mandrini, Mario Lertora, Vittorio Lucchetti, Francesco Martino, Luigi Cambiaso, Giuseppe Paris, Giorgio Zampori, Luigi Maiocco), ottiene la medaglia più preziosa; trionfa anche il giovane Martino, che ottiene l'oro agli anelli, mentre Zampori sale sul terzo gradino del podio alle parallele.
Durante le Olimpiadi di Roma 1960, la squadra maschile conquista il bronzo, argento per Giovanni Carminucci alle parallele, bronzo per Franco Menichelli al corpo libero.
Alle Olimpiadi di Tokyo 1964 per Franco Menichelli oro al corpo libero, argento agli anelli, bronzo alle parallele.
Ai mondiali di Doha 2018, Marco Lodadio, riesce a vincere il bronzo agli anelli, unica medaglia della spedizione azzurra. Il suo risultato migliora all'edizione successiva dei Campionati mondiali di Stoccarda 2019, dove l'Azzurro conquista la medaglia d'argento. Replica l'anno successivo, a Kitakyushu 2021: nella competizione agli Anelli, Lodadio è seguito da Salvatore Maresca che conquista la medaglia di bronzo, con una doppietta storica per l'Italia.

### 2022
Ai Campionati europei di Monaco 2022 l'Italia di Matteo Levantesi, Lorenzo Minh Casali, Andrea Cingolani, Nicola Bartolini e Yumin Abbadini, vince una medaglia d'argento nella prova a squadre. Nello stesso anno, la squadra italiana sfiora la qualifica alle successive Olimpiadi (rimandata ai Campionati mondiali 2023), arrivando ai piedi del podio, risultato comunque storico per la Nazionale.

### 2023
Agli Europei di Adalia 2023, la squadra formata da Marco Lodadio, Yumin Abbadini, Lorenzo Minh Casali, Mario Macchiati e Matteo Levantesi, riesce a conquistare una storica medaglia d'oro, evento senza precedenti nella storia della ginnastica artistica maschile italiana. Nello stesso anno, durante i campionati mondiali di Anversa 2023, Yumin Abbadini, Nicola Bartolini, Lorenzo Minh Casali, Mario Macchiati e Matteo Levantesi riescono a qualificarsi per le Olimpiadi di Parigi 2024. 

### 2024
Ai Campionati Europei di Rimini 2024, la squadra senior, composta da Yumin Abbadini, Lorenzo Minh Casali, Matteo Levantesi, Marco Lodadio e Mario Macchiati, conquista la medaglia di bronzo, dietro a Ucraina e Inghilterra. Nella gara individuale All Around, Yumin Abbadini ottiene la medaglia di bronzo con un punteggio di 83.765. A luglio viene ufficializzata la squadra olimpica di Parigi 2024: Yumin Abbadini, Nicola Bartolini, Lorenzo Minh Casali, Carlo Macchini e Mario Macchiati, che ottengono la qualificazione alla finale a squadre, con il sesto punteggio utile; nella stessa occasione, Abbadini e Macchiati conquistano la finale individuale All Around, mentre Bartolini e Macchini sfiorano rispettivamente le finali alla sbarra e al corpo libero. 

### 2025
Ai Campionati Europei di Lipsia 2025 vengono convocati Yumin Abbadini, Nicola Bartolini, Lorenzo Minh Casali, Edoardo de Rosa, Mario Macchiati e, come individualista, Gabriele Targhetta. La squadra conferma la medaglia di bronzo. Individualmente, Lorenzo Minh Casali conquista la medaglia di bronzo nella finale Mixed Team e nella finale al corpo libero; Gabriele Targhetta il bronzo al cavallo con maniglie. 